# Eagle (revista)
Eagle fue una revista de historietas británica, publicada por Hulton Press e IPC Magazines entre 1950 y 1969 y entre 1982 y 1994.
El 19 de marzo de 2012 la Royal Mail lanzó una colección especial de sellos para celebrar la rica historia del cómic británico. La colección incluía "The Beano", "The Dandy", "Eagle", "The Topper", "Roy of the Rovers", "Bunty", "Buster", "Valiant", "Twinkle" y "2000 AD".

## Principales series publicadas en la revista
| Título                                       | Guionista                    | Dibujante        | Números | Fecha           |
| -------------------------------------------- | ---------------------------- | ---------------- | ------- | --------------- |
| Dan Dare                                     | Frank Hampson                | Frank Hampson    | 1-      | 14/04/1950      |
| Captain Pugwash                              | John Ryan                    | Richard Jennings | 1-      | 14/04/1950      |
| Las aventuras de Tintín: El cetro de Ottokar | Hergé                        | Hergé            |         | 1951-1952       |
| Luck of the Legion                           | Geoffrey Bond                | Martin Aitchison |         | 1952-1961       |
| Storm Nelson                                 | Guy Morgan, Richard Jennings | Richard Jennings |         | 10/1953-03/1962 |
| Fraser of Africa                             | George Beardmore             | Frank Bellamy    |         | 1960-1961       |